# Momoko Tsugunaga
Momoko Tsugunaga (嗣永 桃子 Tsugunaga Momoko?,  născută în data de 6 martie 1992 în Chiba, Japonia) este o fostă cântăreață de pop japonez și un fost idol japonez. Cariera sa a început în anul 2002 când a trecut cu succes audiția Hello! Project Kids, iar în anul 2004 a fost aleasă pentru trupa Berryz Kobo. A fost membră în  Buono! și Country Musume

## Date personale
- Porecle: Momo, Momo-chan, Tsugu-chan
- Înălțime: 1,49 m

### Grupuri
- Hello Project Kids (2002-2017)
- Berryz Kobo (2004-2015)
- ZYX (2003)
- Hello Project Allstars (2004)
- Buono! (2007-2017)
- Country Musume (2014-2017)

## Apariții

### Portofolii foto
- Momo – (19 iunie 2007)
- Momo16 -Momoiro- (Momo16 -ももいろ- "Momo16 Peach-colored"?, 19 martie 2008)
- Momo no Mi (桃の実 "Peach Seeds"?, 21 noiembrie 2008)
- Momochiiiii(2009)

### Televiziune
- Musume DOKYU (5 aprilie - 8 iunie 2005)

### Internet
- 8th Hello Pro Video Chat (Hello! Project on Flets) (2 mai 2005)

### Filme
- Koinu Dan no Monogatari (仔犬ダンの物語 "Puppy Dan's Story"?) (14 decembrie 2002)
- Promise Land ~Clovers no Daibōken~ (Promise Land ～クローバーズの大冒険～ "Promise Land ~Clover's Adventure~"?) (17 iulie 2004)

### Radio
- Berryz Kobo Kiritsu! Rei! Chakuseki! (30 martie 2005)